# James Sheafe

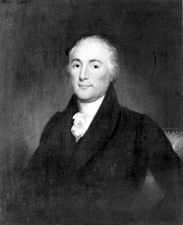
James Sheafe

James Sheafe (* 16. November 1755 in Portsmouth, New Hampshire Colony; † 5. Dezember 1829 ebenda) war ein US-amerikanischer Politiker (Föderalistische Partei), der den Bundesstaat New Hampshire in beiden Kammern des Kongresses vertrat.
Nach seiner Schulausbildung besuchte James Sheafe das Harvard College und machte dort 1774 seinen Abschluss. In der Folge war er im kaufmännischen Gewerbe tätig, ehe er sich auch politisch zu betätigen begann. Von 1788 bis 1790 war er Abgeordneter im Repräsentantenhaus von New Hampshire; in den Jahren 1791, 1793 und 1799 gehörte er jeweils dem Staatssenat an. Ferner saß er 1799 im Exekutivausschuss der Staatsregierung.
Am 4. März desselben Jahres zog Sheafe nach erfolgreicher Wahl ins Repräsentantenhaus der Vereinigten Staaten ein, wo er bis zum 3. März 1801 verblieb. Unmittelbar danach wechselte er innerhalb des Kongresses in den Senat; allerdings nahm er sein Mandat dort nur bis zu seinem Rücktritt am 14. Juni 1802 wahr. Sein Nachfolger wurde William Plumer.
1816 bewarb sich Sheafe um das Amt des Gouverneurs von New Hampshire. Er erzielte jedoch nur 46,9 Prozent der Stimmen und unterlag damit William Plumer, der für die Demokratisch-Republikanische Partei angetreten war. Danach zog Sheafe sich endgültig aus der Politik zurück.